# Campeonato dos Quatro Continentes de Patinação Artística no Gelo de 2000
O Campeonato dos Quatro Continentes de Patinação Artística no Gelo de 2000 foi a segunda edição do Campeonato dos Quatro Continentes de Patinação Artística no Gelo, um evento anual de patinação artística no gelo organizado pela União Internacional de Patinação (em inglês:  International Skating Union) onde os patinadores artísticos competem pelo título de campeão dos quatro continentes. A competição foi disputada entre os dias 22 de janeiro e 27 de janeiro, na cidade de Osaka, Japão.

## Eventos
- Individual masculino
- Individual feminino
- Duplas
- Dança no gelo

## Medalhistas
| Evento                        | Ouro                                            | Prata                                           | Bronze                                              |
| Individual masculino detalhes | Elvis Stojko · Canadá                           | Li Chengjiang · China                           | Zhang Min · China                                   |
| Individual feminino detalhes  | Angela Nikodinov · Estados Unidos               | Stacey Pensgena · Estados Unidos                | Annie Bellemare · Canadá                            |
| Duplas detalhes               | Jamie Salé · David Pelletier · Canadá           | Kyoko Ina · John Zimmerman · Estados Unidos     | Tiffany Scott · Phillip Dulebohn · Estados Unidos   |
| Dança no gelo detalhes        | Naomi Lang · Peter Tchernyshev · Estados Unidos | Marie-France Dubreuil · Patrice Lauzon · Canadá | Jamie Silverstein · Justin Pekarek · Estados Unidos |

## Resultados

### Individual masculino
| Pos.              | Nome                | Nacionalidade  | Pontos | PC | PL |
| ----------------- | ------------------- | -------------- | ------ | -- | -- |
| Medalha de ouro   | Elvis Stojko        | Canadá         | 3.0    | 4  | 1  |
| Medalha de prata  | Li Chengjiang       | China          | 3.0    | 2  | 2  |
| Medalha de bronze | Zhang Min           | China          | 4.5    | 3  | 3  |
| 4                 | Todd Eldredge       | Estados Unidos | 5.5    | 1  | 5  |
| 5                 | Takeshi Honda       | Japão          | 7.0    | 6  | 4  |
| 6                 | Anthony Liu         | Austrália      | 9.5    | 5  | 7  |
| 7                 | Roman Skorniakov    | Uzbequistão    | 11.0   | 10 | 6  |
| 8                 | Yamato Tamura       | Japão          | 13.5   | 11 | 8  |
| 9                 | Trifun Zivanovic    | Estados Unidos | 13.5   | 9  | 9  |
| 10                | Ben Ferreira        | Canadá         | 14.0   | 8  | 10 |
| 11                | Li Yunfei           | China          | 15.5   | 7  | 12 |
| 12                | Ryan Jahnke         | Estados Unidos | 17.0   | 12 | 11 |
| 13                | Emanuel Sandhu      | Canadá         | 19.5   | 13 | 13 |
| 14                | Naoki Shigematsu    | Japão          | 22.0   | 14 | 15 |
| 15                | Lee Kyu-Hyun        | Coreia do Sul  | 22.5   | 17 | 14 |
| 16                | Yuri Litvinov       | Cazaquistão    | 23.5   | 15 | 16 |
| 17                | Ricky Cockerill     | Nova Zelândia  | 26.0   | 18 | 17 |
| 18                | Bradley Santer      | Austrália      | 26.0   | 16 | 18 |
| 19                | Peter Nicholas      | Austrália      | 28.5   | 19 | 19 |
| 20                | Park Joon-Ho        | Coreia do Sul  | 30.5   | 21 | 20 |
| 21                | Jin Yun-Ki          | Coreia do Sul  | 31.0   | 20 | 21 |
| 22                | Mauricio Medellin   | México         | 33.0   | 22 | 22 |
| 23                | Ricardo Olavarrieta | México         | 35.0   | 24 | 23 |
| 24                | David Del Pozo      | México         | 35.5   | 23 | 24 |

### Individual feminino
| Pos.                                                  | Nome                    | Nacionalidade  | Pontos | PC | PL |
| ----------------------------------------------------- | ----------------------- | -------------- | ------ | -- | -- |
| Medalha de ouro                                       | Angela Nikodinov        | Estados Unidos | 2.0    | 2  | 1  |
| Medalha de prata                                      | Stacey Pensgen          | Estados Unidos | 3.5    | 3  | 2  |
| Medalha de bronze                                     | Annie Bellemare         | Canadá         | 4.5    | 1  | 4  |
| 4                                                     | Fumie Suguri            | Japão          | 7.0    | 4  | 5  |
| 5                                                     | Yoshie Onda             | Japão          | 8.0    | 10 | 3  |
| 6                                                     | Jennifer Robinson       | Canadá         | 9.0    | 6  | 6  |
| 7                                                     | Tatiana Malinina        | Uzbequistão    | 10.5   | 5  | 8  |
| 8                                                     | Andrea Gardiner         | Estados Unidos | 11.5   | 9  | 7  |
| 9                                                     | Pang Rui                | China          | 13.5   | 7  | 10 |
| 10                                                    | Choi Young-Eun          | Coreia do Sul  | 15.5   | 13 | 9  |
| 11                                                    | Yao Jia                 | China          | 16.5   | 11 | 11 |
| 12                                                    | Anastasia Gimazetdinova | Uzbequistão    | 17.0   | 8  | 13 |
| 13                                                    | Michelle Currie         | Canadá         | 18.0   | 12 | 12 |
| 14                                                    | Chisato Shiina          | Japão          | 21.0   | 14 | 14 |
| 15                                                    | Shirene Human           | África do Sul  | 23.5   | 15 | 16 |
| 16                                                    | Sun Siyin               | China          | 24.0   | 18 | 15 |
| 17                                                    | Jung Min-Ju             | Coreia do Sul  | 26.5   | 17 | 18 |
| 18                                                    | Lee Chu-Hong            | Coreia do Sul  | 27.5   | 21 | 17 |
| 19                                                    | Quinn Wilmans           | África do Sul  | 29.0   | 20 | 19 |
| 20                                                    | Diane Chen              | Taipé Chinesa  | 29.5   | 19 | 20 |
| 21                                                    | Simone Joseph           | África do Sul  | 30.0   | 16 | 22 |
| 22                                                    | Dow-Jane Chi            | Taipé Chinesa  | 33.0   | 24 | 21 |
| 23                                                    | Sarah-Yvonne Prytula    | Austrália      | 34.5   | 23 | 23 |
| 24                                                    | Andrea Boss             | Austrália      | 35.0   | 22 | 24 |
| Não avançaram para a patinação livre / programa longo |                         |                |        |    |    |
| 25                                                    | Gladys Orozco           | México         | —      | 25 |    |
| 26                                                    | Rocio Salas Visuet      | México         | —      | 26 |    |
| 27                                                    | Maricarmen Szeszko      | México         | —      | 27 |    |

### Duplas
| Pos.              | Nome                                      | Nacionalidade  | Pontos | PC | PL |
| ----------------- | ----------------------------------------- | -------------- | ------ | -- | -- |
| Medalha de ouro   | Jamie Salé / David Pelletier              | Canadá         | 1.5    | 1  | 1  |
| Medalha de prata  | Kyoko Ina / John Zimmerman                | Estados Unidos | 3.0    | 2  | 2  |
| Medalha de bronze | Tiffany Scott / Phillip Dulebohn          | Estados Unidos | 5.0    | 4  | 3  |
| 4                 | Kristy Sargeant / Kris Wirtz              | Canadá         | 5.5    | 3  | 4  |
| 5                 | Pang Qing / Tong Jian                     | China          | 7.5    | 5  | 5  |
| 6                 | Valerie Saurette / Jean-Sébastien Fecteau | Canadá         | 9.0    | 6  | 6  |
| 7                 | Marina Khalturina / Valeriy Artyuchov     | Cazaquistão    | 10.5   | 7  | 7  |
| 8                 | Wang Xiaoqian / Tao Wei                   | China          | 12.0   | 8  | 8  |
| 9                 | Natalia Ponomareva / Evgeni Sviridov      | Uzbequistão    | 13.5   | 9  | 9  |
| 10                | Irina Chabanova / Artem Knyazev           | Uzbequistão    | 15.0   | 10 | 10 |

### Dança no gelo
| Pos.              | Nome                                   | Nacionalidade  | Pontos | DC1 | DC2 | DO | DL |
| ----------------- | -------------------------------------- | -------------- | ------ | --- | --- | -- | -- |
| Medalha de ouro   | Naomi Lang / Peter Tchernyshev         | Estados Unidos | 2.0    | 1   | 1   | 1  | 1  |
| Medalha de prata  | Marie-France Dubreuil / Patrice Lauzon | Canadá         | 4.0    | 2   | 2   | 2  | 2  |
| Medalha de bronze | Jamie Silverstein / Justin Pekarek     | Estados Unidos | 6.6    | 3   | 3   | 4  | 3  |
| 4                 | Megan Wing / Aaron Lowe                | Canadá         | 7.4    | 4   | 4   | 3  | 4  |
| 5                 | Beata Handra / Charles Sinek           | Estados Unidos | 10.0   | 5   | 5   | 5  | 5  |
| 6                 | Josée Piché / Pascal Denis             | Canadá         | 12.0   | 6   | 6   | 6  | 6  |
| 7                 | Nakako Tsuzuki / Rinat Farkhoutdinov   | Japão          | 14.0   | 7   | 7   | 7  | 7  |
| 8                 | Nozomi Watanabe / Akiyuki Kido         | Japão          | 16.2   | 8   | 9   | 8  | 8  |
| 9                 | Zhang Weina / Cao Xianming             | China          | 17.8   | 9   | 8   | 9  | 9  |
| 10                | Wang Rui / Zhang Wei                   | China          | 20.0   | 10  | 10  | 10 | 10 |
| 11                | Rie Arikawa / Kenji Miyamoto           | Japão          | 22.0   | 11  | 11  | 11 | 11 |
| 12                | Qi Lina / Gao Hao                      | China          | 24.0   | 12  | 12  | 12 | 12 |
| 13                | Portia Duval / Francis Rigby           | Austrália      | 26.6   | 13  | 13  | 14 | 13 |
| 14                | Olga Akimova / Andrey Driganov         | Uzbequistão    | 27.4   | 14  | 14  | 13 | 14 |

## Quadro de medalhas
| Ordem | País           | Medalha de ouro | Medalha de prata | Medalha de bronze |    | Ordem por total |
| ----- | -------------- | --------------- | ---------------- | ----------------- | -- | --------------- |
| 1     | Estados Unidos | 2               | 2                | 2                 | 6  | 1               |
| 2     | Canadá         | 2               | 1                | 1                 | 4  | 2               |
| 3     | China          |                 | 1                | 1                 | 2  | 3               |
| TOTAL | TOTAL          | 4               | 4                | 4                 | 12 | —               |